# Ranjit (HIMYM)
Ranjit es un personaje recurrente de la serie How I Met Your Mother, es un extaxista y exconductor de limusinas (aunque nunca tuvo el carnet de conducir), al final de la serie se le ve dirigiendo su propia empresa de alquiler de limusinas gracias a que ganó dinero en la Bolsa vendiendo acciones. Su país de origen es Bangladés.
Ranjit ha mantenido una buena relación con cada uno de los personajes principales y tiene un carácter alegre.
Ranjit transporta a los personajes principales cuando estos lo necesitan, primero en su taxi y más tarde en limusina, en una ocasión, incluso, bebe champán con ellos en el bar MacLaren's. Condujo la limusina de la boda de Marshall y Lily.
Su esposa se llama Falguni y aparece cuando Marshall y Lily los invitan a su casa en una cita doble.

## Apariciones
1. Pilot
2. The Limo
3. Game Night
4. Something Blue
5. Ten Sessions
6. The Goat
7. Three Days of Snow
8. The Sexless Innkeeper
9. Rabbit or Duck
10. Subway Wars
11. Challenge Accepted
12. Now We're Even
13. The Final Page - Part Two
14. Something New
15. The Locket
16. The Broken Code
17. The Poker Game
18. Mom and Dad
19. Daisy
20. Gary Blauman
21. The End of the Aisle
22. Last Forever - Part One
23. Last Forever - Part Two

## Curiosidades
- Es conocido por la forma en que dice "Hola" al ver a los personajes de una manera alegre.
- Conoce por primera vez a Robin en The Limo.
- En The Goat, le grita a Barney cuando este confiesa que se ha acostado con Robin. Lo hace en libanés, la transcripción sería "na mard, na looti, na rafigh; akhe age oon doost dokhtare man bood ke..."
- En Rabbit or Duck dice: "Morrghabe mitoune shena kone, morrghabe mitoune ghadam bezane, morrghabe mitouneh parvaz kone, baba az in heyvoune badbakht chi mikhay?", que significa: "Los patos pueden nadar, caminar y volar, ¿Qué más quieres pedirle a ese pobre animal?
- Los personajes lo llaman cuando necesitan ser transportados.
- Es el único personaje recurrente que aparece en las nueve temporadas.